# Midnight Sky
«Midnight Sky» (с англ. — «Полуночное небо») — песня, записанная американской певицей Майли Сайрус. Вышла 14 августа 2020 года на лейбле RCA Records как лид-сингл её предстоящего седьмого студийного альбома «Plastic Hearts».

## История
4 августа 2020 года Сайрус опубликовала в Твиттере музыкальное видео для её же старой песни 2008 года «Start All Over» с хэштегами «#sheiscoming» и «#butforrealthistime», в связи с её давно откладывающимся седьмым студийным альбомом She Is Miley Cyrus. Позже в тот же день она поделилась в социальных сетях превью песни «Midnight Sky». 6 августа она объявила, что 14 августа он будет выпущен как сингл с альбома.
Превью «Midnight Sky» было выпущено одновременно с запуском Instagram Reels, сервиса обмена видео, аналогичного TikTok, 6 августа 2020 года.

## Музыка и слова
«Midnight Sky» это яркое диско в стиле музыки 1980-х годов, поп-рок и синти-поп песня, содержащая сэмплы сингла Стиви Никс «Edge of Seventeen» (1982). Слова песни навеяны разводом Сайрус с актёром Лиамом Хемсвортом и отношениями с блогером Кейтлинн Картер и австралийским музыкантом Коди Симпсоном.

## Концертные выступления
Сайрус впервые исполнила «Midnight Sky» 30 августа 2020 года на церемонии 2020 MTV Video Music Awards, где она в конце выступления раскачивалась на диско-шаре, ссылаясь на свою песню 2013 года «Wrecking Ball».
Спустя день она исполнила эту песню в программе Live Lounge на BBC Radio 1.
10 сентября она исполнила песню на шоу The Tonight Show Starring Jimmy Fallon. Позже она исполнила песню на фестивале iHeartRadio Music Festival 2020. Потом, 9 октября — на шоу The Graham Norton Show. 16 октября она спела её в программе MTV Unplugged — Backyard Sessions special, а 18 октября в Лос-Анджелесе на благотворительном фестивале Save Our Stages Fest from Whiskey a Go Go (вместе с кавер-версией песни Zombie 1994 года группы The Cranberries) в поддержку независимых музыкальных площадок, которые рискуют навсегда закрыть свои двери из-за пандемии коронавируса.

## Ремикс
6 ноября 2020 года Сайрус выпустила ремикс при участии Стиви Никс под названием «Edge of Midnight». Песня представляет собой мэшап «Midnight Sky» и сингла Стиви Никс «Edge of Seventeen». Никс спела припев «Midnight Sky», в то время как Сайрус поёт то же самое «так же, как белый крылатый голубь» из «Edge of Seventeen». Ремикс имеет уникальную обложку с участием Никс и Сайрус.

## Музыкальное видео
Официальное музыкальное видео для «Midnight Sky» вышло 14 августа 2020 года на канале YouTube. Сайрус изображена в различных декорациях, таких как комната с зеркалами, неоновая дискотека с лентами и разноцветными статуями животных из джунглей, одетая в чёрно-белый пятнистый брючный костюм, блестящий макияж, черное боди Chanel, чёрные перчатки, покрытые драгоценными камнями Swarovski. Она также появляется обнаженной в ванне с разноцветными мячами. 10 сентября Сайрус исполнила песню на шоу The Tonight Show Starring Jimmy Fallon.

## Награды и номинации
| Год  | Организации                  | Награда        | Результат | Ссылка |
| ---- | ---------------------------- | -------------- | --------- | ------ |
| 2020 | MTV Video Music Awards       | Song of Summer | Номинация | [ 25 ] |
| 2021 | MTV Millennial Awards Brazil | Hit Global     | Номинация | [ 26 ] |

## Чарты
| Чарт (2020)                                | Высшая позиция |
| ------------------------------------------ | -------------- |
| Австралия (ARIA)                           | 12             |
| Австрия (Ö3 Austria Top 40)                | 38             |
| Бельгия/Фландрия (Ultratop 50)             | 6              |
| Бельгия/Валлония (Ultratop 50)             | 12             |
| Бельгия/Валлония (Ultratip Bubbling Under) | 3              |
| Болгария (PROPHON)                         | 1              |
| Канада (Billboard Canadian Hot 100)        | 13             |
| Канада (Billboard AC)                      | 21             |
| Канада (Billboard CHR/Top 40)              | 10             |
| Канада (Billboard Hot AC)                  | 9              |
| СНГ (TopHit Airplay)                       | 90             |
| Коста-Рика (Monitor Latino)                | 19             |
| Хорватия (HRT)                             | 6              |
| Чехия (Singles Digitál Top 100)            | 19             |
| Эстония (Eesti Tipp-40)                    | 27             |
| Франция (SNEP)                             | 123            |
| Германия (GfK)                             | 27             |
| МирGlobal 200 (Billboard)                  | 23             |
| Венгрия (Rádiós Top 40)                    | 3              |
| Венгрия (Single Top 40)                    | 3              |
| Венгрия (Stream Top 40)                    | 14             |
| Исландия (Tonlist)                         | 12             |
| Ирландия (IRMA)                            | 4              |
| Италия (FIMI)                              | 80             |
| Латвия (Latvijas Top 40)                   | 17             |
| Литва (AGATA)                              | 16             |
| Нидерланды (Dutch Top 40)                  | 7              |
| Нидерланды (Single Top 100)                | 23             |
| Новая Зеландия (RMNZ)                      | 27             |
| Норвегия (VG-lista)                        | 25             |
| Польша (Polish Airplay Top 100)            | 12             |
| Португалия (AFP)                           | 44             |
| Россия (TopHit Airplay)                    | 97             |
| Шотландия (OCC Scotland)                   | 1              |
| Словакия (Rádio – Top 100)                 | 7              |
| Словакия (Singles Digitál Top 100)         | 26             |
| Швеция (Sverigetopplistan)                 | 31             |
| Швейцария (Schweizer Hitparade)            | 24             |
| Великобритания (OCC UK Singles)            | 5              |
| США (Billboard Hot 100)                    | 14             |
| США (Billboard Adult Contemporary)         | 20             |
| США (Billboard Adult Pop Airplay)          | 11             |
| США (Billboard Pop Airplay)                | 17             |
| США (Rolling Stone Top 100)                | 4              |

## Сертификации
| Регион | Сертификация  | Продажи   |
| --- | ------------- | --------- |
| Австралия (ARIA) | 3× Платиновый | 210 000   |
| Австрия (IFPI Austria) | Платиновый    | 30 000    |
| Бельгия (BEA) | Золотой       | 20 000    |
| Бразилия (ABPD) | Бриллиантовый | 160 000   |
| Бразилия (ABPD) · Edge of Midnight (Midnight Sky Remix)                                                                                        | Золотой       | 20 000    |
| Дания (IFPI Danmark) | Платиновый    | 90 000    |
| Франция (SNEP) | Золотой       | 100 000   |
| Германия (BVMI) | Золотой       | 200 000   |
| Италия (FIMI) | Золотой       | 35 000    |
| Мексика (AMPROFON) | Золотой       | 30 000    |
| Норвегия (IFPI Norway) | Платиновый    | 60 000    |
| Польша (ZPAV) | 2× Платиновый | 40 000    |
| Португалия (AFP) | Золотой       | 5000      |
| Испания (PROMUSICAE) | Золотой       | 20 000    |
| Великобритания (BPI) | 2× Платиновый | 1 200 000 |
| США (RIAA) | 2× Платиновый | 2 000 000 |
| Стриминг |               |           |
| Швеция (GLF) | Платиновый    | 8 000 000 |
| Данные о продажах + прослушиваниях приведены только на основе сертификации. · Данные только о прослушиваниях приведены на основе сертификации. |               |           |

## История релиза
| Регион | Дата            | Формат                     | Лейбл       | Ссылка |
| ------ | --------------- | -------------------------- | ----------- | ------ |
| Разные | 14 августа 2020 | Цифровые загрузки стриминг | RCA Records | [ 87 ] |
| США    | 17 августа 2020 | Adult contemporary radio   | RCA Records | [ 88 ] |
| США    | 18 августа 2020 | Contemporary hit radio     | RCA Records | [ 89 ] |